# Wolodymyr Sosjura
Wolodymyr Mykolajowytsch Sosjura (* 25. Dezember 1897jul. / 6. Januar 1898greg. in Debalzewe; † 8. Januar 1965 in Kiew) war ein ukrainischer Dichter.

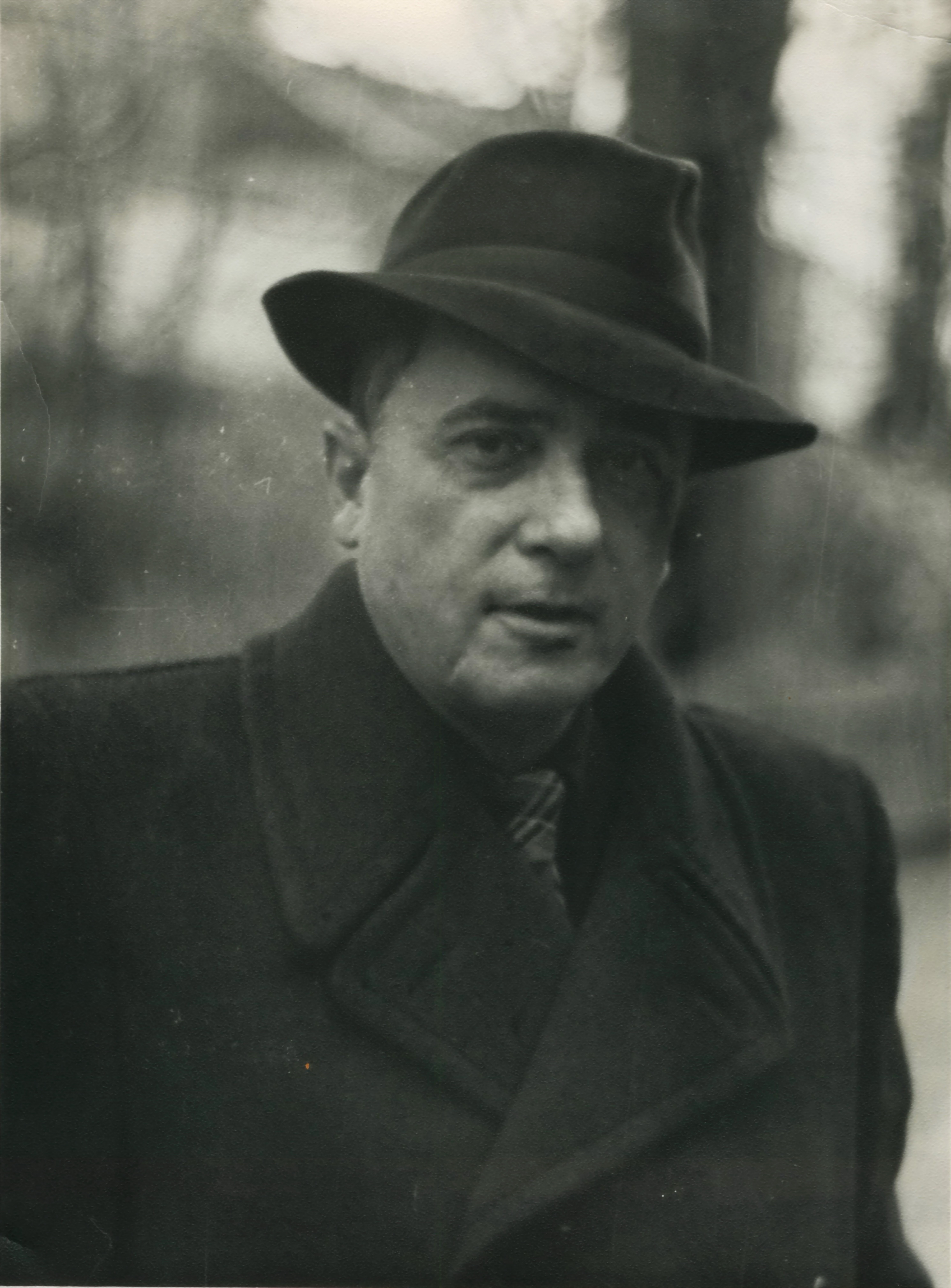
Wolodymyr Sosjura in den 1950er Jahren

## Leben
Im Jahre 1917 begann Wolodymyr Sosjuras Karriere als Schriftsteller durch die Veröffentlichung seines ersten Gedichts „Плач волн“ in der Zeitung „Голос рабочего“, die noch im selben Jahr sein erstes ukrainisches Gedicht „Уже не пора ли“, sowie „Товарищу“ abdruckte.
Während des Bürgerkriegs kämpfte Sosjura zuerst unter Symon Petljura in der Ukrainischen Volksarmee gegen das deutsche kaiserliche Heer, bis er von Denikins Freiwilligenarmee gefangen genommen und zum Tode verurteilt wurde. Er konnte jedoch fliehen und trat, nachdem die Ukrainische Volksarmee geschlagen worden war, in die Rote Armee ein.
Nach dem Bürgerkrieg studierte er von 1922 bis 1923 an der kommunistischen Universität Artem in Charkiw und von 1923 bis 1925 am Institut für Bildung (інститути народної освіти) in Charkiw.
Wolodymyr Sosjura war zeit seines Lebens hin- und hergerissen zwischen seiner Identität als Ukrainer und seinen Sympathien den Kommunisten gegenüber, wie die Sammlung „Сердце“ aus dem Jahre 1931 zeigt. Jedoch war ihm seine Herkunft stets sehr wichtig. So schrieb er 1944 sein Gedicht „Любіть Україну“ (wiss. Translit.: Ljubit’ Ukrajinu), welches diese Liebe ausdrückt und aufgrund dessen er sich von einigen Zeitgenossen nationalistische Gedanken vorwerfen lassen musste. Sosjura war drei Mal verheiratet. Er lebte und starb in Kiew und wurde dort auf dem Baikowe-Friedhof beerdigt.
Die Journalistin und Schriftstellerin Tatjana Tess war eine Schwester Sosjuras.

## Gedicht “Любіть Україну” (Auszug)
„Любіть Україну, як сонце, любіть,
як вітер, і трави, і води…
В годину щасливу і в радості мить,
любіть у годину негоди.
  (translit.: Ljubit’ Ukrajinu, jak sonce, ljubit’, jak viter, i travy, i vody…V hodynu ščaslyvu i v radosti myt', ljubit’ u hodynu nehody.)
"Die Ukraine lieben wie die Sonne,
wie den Wind, die Wiesen und Gewässer,
in der Stunde des Glücks und im Moment der Freude
ebenso wie in der Stunde des Unglücks.“

Er ließ sich von verschiedenen Stilrichtungen und Strömungen wie dem Impressionismus, dem Symbolismus und der Romantik beeinflussen. Er galt als ein sozialistischer Realist und war ein proletarischer Dichter, was am deutlichsten in seiner Sammlung “Червона зима” aus dem Jahre 1921 zu erkennen ist. Dieses Werk machte Sosjura bekannt.
Er war Mitglied der Literaturinstitute Pluh, WAPLITE, “Hart” und der “Vereinigung aller ukrainischer und proletarischer Schriftsteller” (Wseukrainska spilka proletarskych pysmennykiw oder WUSPP)

## Werke (Auswahl)
- “Roter Winter” (1921) “Червона зима” (wiss. Translit.: Červona zyma)
- “Herbst der Sterne” (1924) “Осенние звезды” (wiss. Translit.: Osennie zvezdy)
- “Heute” (1925) “Сегодня” (wiss. Translit.: Segodnja)
- “Goldene Drachen” (1927) “Золотые коршуны” (wiss. Translit.: Zolotye koršuny)
- “Wenn die Akazien blühen” (1928) “Когда зацветут акации” (wiss. Translit.: Kogda zacvetut akacii)
- “Herz” (1931) “Серце” (wiss. Translit.: Serce)
- “Tretja rota” (1988) “Третя Рота” (wiss. Translit.: Tretja Rota)
- “Antwort” (1932) “Відповідь” (wiss. Translit.: Vidpovid’)
- “Rotgardist” (1940) “Червоногвардієць” (wiss. Translit.: Červonohvardijec’)
- “Liebt die Ukraine” (1944) “Любіть Україну” (wiss. Translit.: Ljubit’ Ukrajinu)